# Курсон (Кальвадос)
Курсо́н (фр. Courson) — колишній муніципалітет у Франції, у регіоні Нормандія, департамент Кальвадос. Населення — 435 осіб (2011).
Муніципалітет був розташований на відстані близько 260 км на захід від Парижа, 65 км на південний захід від Кана.

## Історія
До 2015 року муніципалітет перебував у складі регіону Нижня Нормандія. Від 1 січня 2016 року належав до нового об'єднаного регіону Нормандія.
1 січня 2017 року Курсон, Шам-дю-Бу, Фонтенермон, Ле-Гаст, Ле-Меній-Бенуа, Ле-Меній-Коссуа, Меній-Кленшам, Сен-Манв'є-Бокаж, Сен-Севе-Кальвадо i Сет-Фрер було об'єднано в новий муніципалітет Ну-де-Сьєнн.

## Демографія
Динаміка населення (Insee ):
Розподіл населення за віком та статтю (2006):
| Стать | Всього | До 15 років | 15-24 | 25-44 | 45-64 | 65-85 | Понад 85 |
| --- | ------ | ----------- | ----- | ----- | ----- | ----- | -------- |
| Чоловіки | 212    | 32          | 12    | 76    | 52    | 36    | 4        |
| Жінки | 208    | 36          | 28    | 56    | 56    | 28    | 4        |
| \| Статево-вікова піраміда \| Статево-вікова піраміда \| Статево-вікова піраміда \| \| ----------------------- \| ----------------------- \| ----------------------- \| \| Чоловіки \| Вік \| Жінки \| \| 4 \| 85 + \| 4 \| \| 12 \| 80-84 \| 4 \| \| 4 \| 75-79 \| 4 \| \| 12 \| 70-74 \| 16 \| \| 8 \| 65-69 \| 4 \| \| 8 \| 60-64 \| 12 \| \| 24 \| 55-59 \| 20 \| \| 12 \| 50-54 \| 16 \| \| 8 \| 45-49 \| 8 \| \| 24 \| 40-44 \| 24 \| \| 20 \| 35-39 \| 16 \| \| 20 \| 30-34 \| 0 \| \| 12 \| 25-29 \| 16 \| \| 0 \| 20-24 \| 20 \| \| 12 \| 15-20 \| 8 \| \| 24 \| 10-14 \| 12 \| \| 4 \| 5-9 \| 16 \| \| 4 \| 0-4 \| 8 \| |        |             |       |       |       |       |          |
| Статево-вікова піраміда |        |             |       |       |       |       |          |
| Чоловіки | Вік    | Жінки       |       |       |       |       |          |
| 4 | 85 +   | 4           |       |       |       |       |          |
| 12 | 80-84  | 4           |       |       |       |       |          |
| 4 | 75-79  | 4           |       |       |       |       |          |
| 12 | 70-74  | 16          |       |       |       |       |          |
| 8 | 65-69  | 4           |       |       |       |       |          |
| 8 | 60-64  | 12          |       |       |       |       |          |
| 24 | 55-59  | 20          |       |       |       |       |          |
| 12 | 50-54  | 16          |       |       |       |       |          |
| 8 | 45-49  | 8           |       |       |       |       |          |
| 24 | 40-44  | 24          |       |       |       |       |          |
| 20 | 35-39  | 16          |       |       |       |       |          |
| 20 | 30-34  | 0           |       |       |       |       |          |
| 12 | 25-29  | 16          |       |       |       |       |          |
| 0 | 20-24  | 20          |       |       |       |       |          |
| 12 | 15-20  | 8           |       |       |       |       |          |
| 24 | 10-14  | 12          |       |       |       |       |          |
| 4 | 5-9    | 16          |       |       |       |       |          |
| 4 | 0-4    | 8           |       |       |       |       |          |

## Економіка
2010 року серед 284 осіб працездатного віку (15—64 років) 199 були активними, 85 — неактивними (показник активності 70,1%, у 1999 році було 71,8%). З 199 активних мешканців працювало 180 осіб (100 чоловіків та 80 жінок), безробітними було 19 (7 чоловіків та 12 жінок). Серед 85 неактивних 25 осіб було учнями чи студентами, 40 — пенсіонерами, 20 були неактивними з інших причин.

У 2010 році в муніципалітеті числилось 190 оподаткованих домогосподарств, у яких проживали 451,0 особи, медіана доходів виносила 14 538 євро на одного особоспоживача